# Travail et sécurité
 (mars 2015).
Si vous disposez d'ouvrages ou d'articles de référence ou si vous connaissez des sites web de qualité traitant du thème abordé ici, merci de compléter l'article en donnant les références utiles à sa vérifiabilité et en les liant à la section « Notes et références ».
Travail et sécurité est le mensuel édité par l'INRS qui lui permet de diffuser ses études, recherches et informations dans les domaines de la sécurité (prévention, EPI, Hygiène, sécurité et environnement au travail, etc.)
Ce mensuel n'est vendu que sur abonnement. Il contient tous les mois un encart cartonné présentant "l'état de l'art" dans un domaine particulier. Il est destiné aux membres des CHSCT des entreprises de plus de 50 salariés, aux préventeurs et responsables de sécurité.